# Binară detașată

O stea binară detașată.

În astronomie, se spune că o stea binară este o (stea) binară detașată atunci când cele două stele ale sistemului sunt suficient de îndepărtate una de cealaltă încât niciuna să nu-și umple lobul lui Roche. În acest caz, nu există schimb de materie între ele. În plus, forțele mareice dintre cele două corpuri sunt relativ slabe. Este cazul celor mai multe stele binare.